# Alain LeRoy Locke
Alain Leroy Locke (13 de setembre de 1885 - 9 de juny de 1954) va ser un escriptor, filòsof, educador i promotor de les arts estatunidenc. En la publicació The Black 100 (en catalá: Els cent negres) Alain Locke és situat en el número 36 de la llista sobre afroamericans més influents de la història dels Estats Units. El 1907, va ser el primer afroamericà amb una beca Rhodes.
Locke va ser l'arquitecte filosòfic —conegut com el «Degà»— del Harlem Renaissance, un període entre 1919 i 1934 de floriment cultural, relacionat amb el moviment «New Negro». La importància de Locke com a geni ideològic del Harlem Renaissance té gran rellevància històrica, immortalitzada a l'edició de Harlem del The Survey Graphic 6.6 (1 de març de 1925), un número especial sobre la raça on Locke va exercir com a editor convidat. Aquesta edició es va titular «Harlem, Mecca of the New Negro» (en català: «Harlem, la Meca del “New Negro”»), que posteriorment Lock refongué en l'antologia The New Negro: An Interpretation of Negro Life (en català: El «New Negro»: una interpretació de la «Negro Life»), publicada el desembre de 1925. Un punt de referència en la literatura negra (posteriorment aclamat com el «primer llibre nacional» de l'Amèrica africana), que va ser un èxit immediat.
Lock va aportar cinc assajos: Foreword (Pròleg), The New Negro (El «New Negro»), Negro Youth Speaks (La joventut negra parla), The Negro Spirituals (Els espirituals negres), i The Legacy of Ancestral Arts (El llegat de les arts ancestrals).
El 19 de març de 1968, Martin Luther King va proclamar: «Anem a deixar que els nostres fills sàpiguen que Plató i Aristòtil no van ser els únics filòsofs que van viure, també Du Bois i Alain Locke visqueren a l'univers».

## Biografia
Alain Locke va néixer a Filadèlfia (Pennsilvània) el 13 de setembre de 1885, fill de Pliny Ishmael Locke (1850-1892) i Mary Hawkins Locke (1853-1922).
El 1902, es va graduar a la Central High School de Filadèlfia, com a segon de la seva classe. També va assistir a la Philadelphia School of Pedagogy (Escola de Pedagogia de Filadèlfia).
El 1907, Locke es va graduar a la Universitat Harvard amb graus en anglès i filosofia. Va ser el primer afroamericà a rebre una beca Rhodes. Va formar part de la Societat Phi Beta Kappa. Se li va negar l'admissió en diversos col·legis d'Oxford a causa de la seva raça, finalment va ser admès al Hertford College de la Universitat d'Oxford, on va estudiar literatura, filosofia, grec i llatí, entre 1907-1910. El 1910, va assistir a la Universitat de Berlín, on va estudiar filosofia.
Locke va ser nomenat professor ajudant d'anglès a la Universitat Howard a Washington DC. Durant la seva estada a aquesta Universitat, es va convertir en membre de la fraternitat Phi Beta Sigma.
Va tornar a Harvard el 1916 per a treballar en la seva tesi doctoral, «The Problem of Classification in the Theory of Value» (en català: «El problema de la classificació en la Teoria del Valor»). En la seva tesi, analitza les causes de les opinions i prejudicis socials, i que aquests no són objectivament vertaders o falsos i, per tant, universals. Va rebre el seu Doctorat en Filosofia el 1918. Va tornar a la Universitat Howard com a director del Departament de filosofia, càrrec que va ocupar fins a la seva jubilació el 1953.
Locke va promoure als artistes, escriptors i músics afroamericans, animant-los a mirar l'Àfrica com a inspiració per a les seves obres. Els va animar a pintar temes afroamericans i africans, i valer-se de la seva història com a material de treball. Locke va editar el número de març de 1925 del periòdic Survey Graphic, un especial sobre Harlem i el Harlem Renaissance, que va ajudar a educar els lectors blancs sobre aquesta cultura florent. Més tard, el mateix any, va ampliar el tema a The New Negre, un recull d'escrits d'afroamericans, que es convertiria en una de les obres més conegudes. La seva filosofia del New Negro es basa en el concepte del foment de la raça. El seu component més important és la consciència global del potencial de la igualtat negra; els negres ja no es permetrien adaptar-se o complir amb peticions inacceptables blanques. Aquesta idea es basa en la confiança en si mateix i la consciència política. Encara que en el passat les lleis relatives a la igualtat havien estat ignorades sense conseqüències, la idea filosòfica de Locke de The New Negro permetria un tracte just. Com que es tractava d'una idea i no d'una llei, el seu poder es trobava en el poble. Si volien que aquesta idea prosperés, els caldria «fer-la complir» amb les seves accions i punt de vista general. S'ha dit que Locke va influir molt i va encoratjar a Zora Neale Hurston.

## Creences religioses
Locke era un membre de la Fe bahà'í i va declarar la seva creença en Bahà'u'llàh el 1918. Era comú escriure a `Abdu'l-Bahà per declarar la pròpia nova fe, i Locke va rebre una carta, o «tauleta», d'`Abdu'l-Bahà com a resposta. Quan `Abdu'l-Bahà va morir el 1921, Locke va gaudir d'una estreta relació amb Shoghi Effendi, aleshores cap de la Fe bahà'í. Es diu que Shoghi Effendi li va dir a Locke: «La gent com vostè, el Sr. Gregory, el Dr. Esslemont i algunes altres ànimes estimades són tan rars com el diamant.»

## Llegat
Escoles que porten el nom d'Alain Locke:
- «Alain L. Locke Elementary School PS 208» al sud de Harlem.
- La «Locke High School» a Los Angeles.
- El col·legi públic «Alain Locke Public School» és una escola primària a l'oest de Filadèlfia.
- «Alain Locke Charter Academy» a Chicago.
- Escola primària «Alain Locke Elementary School» en Gary, Indiana.
- Sala «Locke Hall» a la Universitat Howard, Washington DC.

El 2002, Molefi Kete Asante va incluir Alain LeRoy Locke en el seu diccionari de biografies 100 Greatest African Americans (en català: Els millors 100 afroamericans).
Va fundar el «Schomburg Center for Research in Black Culture» (Centre Schomburg per a la investigació de la cultura negra) de la New York Public Library (Biblioteca Pública de Nova York).

## Obres principals
A més dels llibres esmentats a continuació, Locke va editar la sèrie literària Bronze Booklet (Quadern de Bronze), un conjunt de vuit volums publicats per Associates in Negro Folk Education en la dècada de 1930. També va fer crítica literària d'autors afroamericans en revistes com Opportunity i Phylon. Algunes de les seves obres són (ordenades per data de la 1a edició):
- Race Contacts and Interracial Relations: Lectures of the Theory and Practice of Race (Contactes racials i relacions interracials: conferències de la Teoria i Pràctica de la raça). Washington DC. Howard University Press, 1916. Reimprès i reeditat per Jeffery C. Stewart. Washington. Howard University Press, 1992.
- «The Problem of Classification in the Theory of Value: or an Outline of a Genetic System of Values» («El problema de la classificació en la Teoria del Valor: o un esquema d'un sistema genètic de Valors»). Tesi doctoral. Harvard, 1917.
- «Steps Towards the Negro Theatre» («Passos cap al teatre negre»). Crisis, núm. 25 (Desembre 1922). Pàgs. 66–68.
- «Negro Speaks for Himself» («“Negro” parla per si mateix»). The Survey, núm. 52 (15 d'abril de 1924). Pàgs. 71–72.
- «A Note on African Art» («Una nota sobre l'art africà»). Opportunity, núm. 2 (Maig 1924). Pàgs. 134–138.
- «Impressions of Luxor» («Impressions de Luxor»). The Howard Alumnus, num. 2.4 (Maig 1924). Pàgs. 74–78.
- The New Negro: An Interpretation. (El «New Negro»: una interpretació) Nova York. Albert and Charles Boni, 1925.
- «Harlem: Mecca of the New Negro» («Harlem: la meca del “New Negro”»), Survey Graphic, núm. 6.6 (1 de març de 1925). .
- «Impressions of Haifa» («Impressions de Haifa»). (Reconeixement al líder bahà'í Shoghi Effendi, a qui Locke va conèixer durant la seva primera peregrinació a Haifa, Palestina]. Star of the West, núm. 15.1 (1924). Pàgs. 13–14./ Alaine [sic] Locke, "Impressions of Haifa", en Bahá'í Year Book, Volum I, Abril 1925 – Abril 1926, presentació Assemblea Espiritual Nacional dels bahà'ís dels Estats Units i Canadà (Nova York. Bahá'í Publishing Committee, 1926). Pàgs. 81 i 83./ Alaine [sic] Locke, "Impressions of Haifa", en The Bahá'í World: A Biennial International Record, Volum II, Abril 1926 – Abril 1928, presentació Assemblea Espiritual Nacional dels bahà'ís dels Estats Units i Canadà (Nova York. Bahá'í Publishing Committee, 1928; reimprès: Wilmette. Bahá'í Publishing Trust, 1980) pàgs. 125 i 127./ Alain Locke, "Impressions of Haifa", en The Bahá'í World: A Biennial International Record, Volum III, Abril 1928 – Abril 1930, presentació Assemblea Espiritual Nacional dels bahà'ís dels Estats Units i Canadà (Nova York. Bahá'í Publishing Committee, 1930; reimprès: Wilmette. Bahá'í Publishing Trust, 1980). Pàgs. 280 i 282.
- The Negro Poets of the United States (Els poetes negres dels Estats Units). (Antologia de Magazine Verse de 1926 i Yearbook of American Poetry. Número 500) Ed. William S. Braithwaite. Boston. B.J. Brimmer, 1926. Pàgs. 143–151./ The Critical Temper of Alain Locke: A Selection of His Essays on Art and Culture (El geni crític d'Alain Locke: una selecció dels seus assajos sobre art i cultura). Editat per Jeffrey C. Stewart. Nova York i Londres. Garland, 1983. Pàgs. 43–45.
- «The Negro and the American Stage» («El “Negro” i l'escenari amèricà»). Theatre Arts Monthly, núm. 10 (Febrer 1926). Pàgs. 112–120.
- «A Collection of Congo Art» («Una col·lecció d'art congolès»). Arts, núm. 2 (Febrer 1927) pàgs. 60–70.
- Four Negro Poets (Quatre poetes negres). Nova York. Simon and Schuster, 1927.
- Plays of Negro Life: a Source-Book of Native American Drama (Jocs de la «Negro Life»: una font per a llibres sobre el drama dels nadius americans). Nova York. Harper and Brothers, 1927./ Alain Locke i Montgomery Davis, eds. Nova York i Evanston. Harper and Row, 1927. (Decoracions i Il·lustrations d'Aaron Douglas").
- Our Little Renaissance (El nostre petit renaixement). Ebony i Topaz, editat per Charles S. Johnson. Nova York. National Urban League, 1927.
- The High Cost of Prejudice (L'alt cost dels prejudicis). Forum 78 (Desembre 1927).
- A Decade of Negro Self-Expression (Una década d'autoexpressió negra). Charlottesville, Virginia, 1928.
- «A Bahá'í Inter-Racial Conference» («Una conferència bahá'í interracial»). The Bahá'í Magazine (Star of the West), núm 18.10 (gener 1928). Pàgs. 315–16.
- «The Negro's Contribution to American Art and Literature» («La contribució negra a l'art i la literatura americana»). The Annals of the American Academy of Political and Social Science, núm. 140 (Novembre 1928). Pàgs. 234–247.
- «The Negro in Art» («El “Negro” en l'art»). Christian Education, núm. 13 (Novembre 1931). Pàgs. 210–220.
- «Educator and Publicist» («Educador i publicista»), Star of the West, núm. 22.8 (Novembre 1931). Pàgs. 254–55. (Obituari de George William Cook [Baha'i], 1855–1931).
- «Unity through Diversity: A Bahá'í Principle» («Unitat a través de la Diversitat: Un principi bahá'í»). The Bahá'í World: A Biennial International Record (El món bahá'í: una crònica internacional biennal), Vol. IV, 1930–1932. Wilmette. Bahá'í Publishing Trust, 1989 [1933]. Reimprès en Locke 1989, pàgs. 133–138. Nota: referència de Leonard Harris (Locke 1989, 133 n.) ha de ser esmenada i llegir, Volum IV, 1930–1932 (i no «V, 1932–1934»).
- «The Orientation of Hope» («L'orientació de l'esperança»). The Bahá'í World: A Biennial International Record, Volum V, 1932–1934. Wilmette. Bahá'í Publishing Trust, 1936. Reimprès en Locke 1989, pàgs. 129–132. Nota: referència de Leonard Harris (Locke 1989, 129 n.) ha de ser esmenada i llegir, "Volum V, 1932–1934" (i no «Volum IV, 1930–1932»).
- The Negro in America (El «Negro» a Amèrica). Chicago. American Library Association, 1933.
- «Values and Imperatives» («Els valors i els imperatius»). American Philosophy, Today and Tomorrow (Filosofia americana: avui i demà). Editat per Sidney Hook i Horace M. Kallen. Nova York. Lee Furman, 1935. Pàgs. 312–33./ Reimprès a The Philosophy of Alain Locke (Filosofia d'Alain Locke). Harris. Freeport, Nova York. Books for Libraries Press, 1968. Pàgs. 31–50.
- «Minorities and the Social Mind» («Les minories i la ment social»). Progressive Education, núm. 12 (Març 1935). Pàgs. 141–50.
- The Negro and His Music (El «Negro» i la seva música). Washington. Associates in Negro Folk Education, 1936. (Bronze Booklet, Núm. 2).
- Negro Art – Past and Present (El «Negro Art»: Passat i present). Washington DC. Associates in Negro Folk Education, 1936. (Bronze Booklet, Núm. 3).
- The Negro and His Music (El «Negro» i la seva música). Washington, DC. Associates in Negro Folk Education, 1936; també Nova York. Kennikat Press, 1936.
- «Harlem: Dark Weather-vane» («Harlem: Obscur penell»). Survey Graphic, núm. 25 (Agost 1936). Pàgs. 457–462 i 493–495.
- «The Negro's Contribution to American Culture» («La contribució negra a la cultura americana»). Journal of Negro Education, núm. 8 (Juliol 1939). Pàgs. 521–529.
- Negro Spirituals (Espirituals negres). Freedom: A Concert in Celebration of the 75th Anniversary of the Thirteenth Amendment to the Constitution of the United States (Llibertat: Un concert en commemoració del 75 Aniversari de la tretzena esmena a la Constitució dels Estats Units) (1940). Compact disc. Nova York. Bridge, 2002. Àudio (1:14).
- Spirituals (Espirituals) (1940). The Critical Temper of Alain Locke: A Selection of His Essays on Art and Culture (El geni crític d'Alain Locke: una selecció dels seus assajos sobre Art i Cultura). Editat per Jeffrey C. Stewart. Nova York i Londres. Garland, 1983.
- The Negro in Art: A Pictorial Record of the Negro Artist and of the Negro Theme in Art (El «Negro» en l'art: un registre pictòric de l'artista negre i del tema negre en l'art). Washington, DC. Associates in Negro Folk Education, 1940./ Nova York. Hacker Art Books, 1940.
- «Ballad for Democracy» («Balada per a la democràcia»). Opportunity: Journal of Negro Life, núm 18:8 (Agost 1940). Pàgs. 228–29.
- Three Corollaries of Cultural Relativism (Tres corol·laris de relativisme cultural). Actes de les II Jornades de Ciència i Fe Democràtica. Nova York, 1941.
- When Peoples Meet: A Study of Race and Culture Contacts (Quan els pobles coneixen: Un estudi sobre contactes racials i culturals). Alain Locke and Bernhard J. Stern editors. Nova York. Committee on Workshops, Progressive Education Association, 1942.
- «Locke, Alain» (esbós autobiogràfic), Twentieth Century Authors (Autors del segle XX). Ed. Stanley Kunitz and Howard Haycroft. Nova York, 1942. Pàg. 837.
- «Pluralism and Intellectual Democracy» («Pluralisme i democràcia intel·lectual»). Conference on Science, Philosophy and Religion, Second Symposium (Conferència sobre ciència, filosofia i religió. Segon simposi). New York. Conference on Science, Philosophy and Religion, 1942. Pàgs. 196–212. Reimprès en The Philosophy of Alain Locke, pàgs. 51–66.
- «Democracy Faces a World Order» («La democràcia front a un ordre mundial»). Harvard Educational Review, núm. 12.2 (Març 1942). Pàgs. 121–28.
- «Is There a Basis for Spiritual Unity in the World Today?» («Existeix una base per a la unitat espiritual en el món d'avui?») Town Meeting: Butlletí d'America's Town Meeting on the Air, núm. 8.5 (1 de juny de 1942). Pàgs. 3–12.
- «The Unfinished Business of Democracy» («L'assignatura pendent de la democràcia»). Survey Graphic, núm. 31 (Novembre 1942). Pàgs. 455–61.
- «The Negro Group» («El grup negre») Group Relations and Group Antagonisms (Relacions de grup i antagonismes de grup). Editat per Robert M. MacIver. Nova York. Institute for Religious Studies, 1943.
- World View on Race and Democracy: A Study Guide in Human Group Relations (Visió del món sobre raça i democràcia: una guia per a l'estudi de les relacions humanes de grup). Chicago. American Library Association, 1943.
- Le rôle du Negro dans la culture des Amerique (El paper dels negres en la cultura d'Amèrica). Port-au-Prince. Haiti Imprimerie de l'état, 1943.
- «Cultural Relativism and Ideological Peace» («Relativisme cultural i pau ideològica»). Approaches to World Peace (Enfocaments per a la Pau Mundial). Editat per Lyman Bryson, Louis Finfelstein, i R. M. MacIver. Neva York. Harper & Brothers, 1944. Pàgs. 609–618. Reimprès en The Philosophy of Alain Locke, pàgs. 67–78.
- «The Moral Imperatives for World Order» («Els imperatius morals per a l'ordre mundial»). Resum de les actes, Institute of International Relations, Mills College, Oakland, Califòrnia, 18-28 de June de 1944, pàgs. 19–20. Reimprès en The Philosophy of Alain Locke, pàgs. 143 i 151–152.
- «The Negro in the Three Americas» («El “Negro” en les tres Amèriques»). Journal of Negro Education, núm. 14 (hivern 1944), 7–18.
- «Lessons in World Crisis» («Lliçons de la crisi mundial»). The Bahá'í World: A Biennial International Record, Volum IX, 1940–1944. Wilmette. Bahá'í Publishing Trust, 1945. Reimprès, Wilmette. Bahá'í Publishing Trust, 1980 [1945].
- «Major Prophet of Democracy» («El major profeta de la democràcia»). Review of Race and Democratic Society de Franz Boas. Journal of Negro Education, núm. 15.2 (Primavera 1946). Pàgs. 191–92.
- «Pluralism and Ideological Peace» («Pluralisme i pau ideològica»). Freedom and Experience: Essays Presented to Horace M. Kallen (Llibertat i experiència: Assajos presentats a Horace M. Kallen). Editat per Milton R. Konvitz i Sidney Hook. Ithaca. New School for Research and Cornell University Press, 1947. Pàgs. 63–69.
- «Reason and Race» («Raó i raça»). Phylon, núm. 8:1 (1947). Pàgs 17–27. Reimprés per Jeffrey C. Stewart, ed. The Critical Temper of Alain Locke: A Selection of His Essays on Art and Culture. Nova York i Londres. Garland, 1983. Pàgs. 319–27.
- «Values That Matter» («Els valors que importen»). Review of The Realms of Value (Revisió dels àmbits del valor) de Ralph Barton Perry. Key Reporter, núm 19.3 (1954). Pàg. 4.
- The Philosophy of Alain Locke: Harlem Renaissance and Beyond (La filosofia d'Alain Locke: «Harlem Renaissance» i més enllà). Col·lecció d'assajos editat per Leonard Harris. Filadèlfia. Temple University Press, 1989.

## Obres pòstumes
Entre les obres pòstumes d'Alain Locke s'inclouen:
«The Moon Maiden» and «Alain Locke in His Own Words: Three Essays» («La Donzella de la lluna» i «Alain Locke en les seves pròpies paraules: Tres Assajos»). World Order, núm 36.3 (2005). Pàgs. 37–48. Editat, introduït i anotat per Christopher Buck i Betty J. Fisher. Amb quatre obres inèdites d'Alain Locke:
- «The Moon Maiden» («La Donzella de la lluna») (37) [un poema d'amor per a una dona blanca que el va deixar]
- «The Gospel for the Twentieth Century» («L'Evangeli en el segle XX») (39–42)
- «Peace between Black and White in the United States» («La pau entre blancs i negres als Estats Units») (42–45)
- «Five Phases of Democracy» («Cinc fases de la Democràcia») (45–48)

«Alain Locke: Four Talks Redefining Democracy, Education, and World Citizenship» («Alain Locke: Quatre converses redefinint democràcia, educació i ciutadania mundial»). Editat, introduït i anotat per Christopher Buck i Betty J. Fisher. World Order, núm. 38.3 (2006/2007). Pàgs. 21–41. Amb quatre assajos de Alain Locke:
- «The Preservation of the Democratic Ideal» («La preservació de l'ideal democràtic») (1938 o 1939)
- «Stretching Our Social Mind» («Estirant nostra Ment Social») (1944)
- «On Becoming World Citizens» («Convertir-se en ciutadans del món») (1946)
- «Creative Democracy» («Democràcia creativa») (1946 o 1947)